# Calyampudi Radhakrishna Rao
Calyampudi Radhakrishna Rao (Hadagali, Presidencia de Madrás, Raj británico, 10 de septiembre de 1920-Búfalo, Nueva York, 23 de agosto de 2023) fue un matemático indio, residente en Estados Unidos. Fue profesor de la Universidad Estatal de Pensilvania.

## Carrera Académica
En 1943 recibió un máster de ciencias de la Universidad de Andhra y otro en estadística por la Universidad de Calcuta.
Trabajó en el Instituto de Estadística de la India y en el Museo Antropológico de Cambridge antes de conseguir el doctorado en el King's College de la Universidad de Cambridge. Este doctorado lo hizo con R.A. Fisher como tutor. En 1965 consiguió el doctorado en ciencias en Cambridge.
Sus mayores descubrimientos fueron la cota de Cramér-Rao, y el teorema de Rao-Blackwell, ambos relacionados con la calidad de los estimadores. También trabajó en análisis multivariante y geometría diferencial.
Rao obtuvo el premio de la American Statistical Association, el Wilks Memorial Award en 1988. También fue premiado con la Medalla Mahalanobis. En junio de 2002, Rao fue premiado con la Medalla Nacional de Ciencia de Estados Unidos.

## Áreas de conocimiento
- Teoría de la estimación
- Inferencia estadística y Modelos lineales
- Análisis multivariante
- Diseño combinatorio
- Biometría
- Estadística genética
- Matrices pseudo-inversas
- Ecuaciones funcionales

## Premios y reconocimientos
- El gobierno de India le otorgó el premio Padma Vibhusan
- George W. Bush le dio la Medalla Nacional de Ciencias
- La American Statistical Association le conmemoró con el Wilks Memorial Award
- La Real Sociedad Estadística de Reino Unido le otorgó la Medalla Guy de plata
- Obtuvo la medalla Meghnad Saha de la Academia Nacional de Ciencias de la India
- El premio S.S. Bhatnagar
- La medalla JC Bose de oro del Instituto Bose
- La medalla de oro del centenario de Mahalanobis, por el Congreso de Ciencias de la India

En su honor, la Universidad Estatal de Pensilvania estableció el premio C.R. Rao en Estadística. Asimismo, el Instituto Avanzado de Matemáticas, Estadística y Computación C.R. Rao se fundó en el 2007 en la Universidad de Hyderabad, India.